# Agga
Aga, Agga, o Akka aparece en la Lista de Reyes Sumerios como el último rey de la dinastía de Kish. Agga aparece en La Epopeya de Gilgamesh como situado en Uruk. 
Él también aparece en el texto sumerio anterior Bilgames y Akka, donde se le conoce como Akka. En este poema, se narra el asedio de Uruk por las tropas de Kish después de que su rey se negase a rendirse ante ellos, acabando este conflicto con la derrota de Aga por Gilgamesh.
Todas las inscripciones le llaman "hijo de En-me-barage-si", un rey cuya supuesta existencia genera debate, sin embargo, algunas inscripciones arqueológicas parecen dar fe de un reinado no del todo mitológico, dando lugar a teorías de que Gilgamesh fue también histórico.
Reinado
Según la Lista Real Sumeria, Agga gobernó en Kish, ciudad hegemónica de Sumer en aquellos tiempos, durante 625 años, antes de ser derrotado por Gilgamesh. 
Sus territorios probablemente incluían Umma y Zabala.
Nombre
| Cuneiforme | Transliteración | Fuente                                 | Periodo         |
| ---------- | --------------- | -------------------------------------- | --------------- |
| 𒀝          | Ag/Ak           | Estela de Ushumgal Gema del rey Aga    | 2900-2700 a. C. |
| 𒀝𒂵         | Ag-ga/Ak-ka     | Gilgamesh y Agga Inscripción de Tummal | 1900–1600 a. C. |
| 𒀝𒃷         | Ag-ga3/Ak-ka3   | Lista Real Sumeria                     | 1900–1600 a. C. |

Gilgamesh y Agga
En este poema, Agga envía a unos de sus mensajeros a su vasallo, Gilgamesh de Uruk, exigiéndole mano de obra esclava para poder instalar un sistema de Irrigación en Kish.
Tras esto, Gilgamesh trata de quejarse ante los "padres de la ciudad" (ab-ba-iri) pidiéndoles que desafíen a Agga, algo a lo que se niegan. No contento con esta negativa, Gilgamesh también incita a la revolución entre los guruš (hombres sanos) que serían los elegidos para realizar el trabajo en caso de no producirse la rebelión. Finalmente, los guruš aceptan el llamamiento y le nombran Lugal.
Al pasar diez días, las tropas de Kish comienzan un asedio de la ciudad de Uruk, ante lo que Gilgamesh pide un voluntario para hablar ante Agga, su guardia real Birhurtura se ofrece para esta empresa. Al salir del muro, es capturado y torturado por las tropas enemigas. Agga pregunta a uno de los soldados de Uruk si Birhurtura es su rey, algo que este niega, y responde que cuando se encuentre con el verdadero rey, su ejército se verá reducido a pedazos, Agga enfurecido, acrecienta su tortura.
Entonces Gilgamesh se inclina sobre el muro, emitiendo un resplandor divino que llena de temor a las tropas rivales, y en ese momento, Enkidu junto a los guruš atraviesan las tropas enemigas y dan caza a Agga.
Ya declarado vencedor, Gilgamesh se acerca a Agga, y le recuerda que él (Agga) le salvó la vida una vez, a lo que su adversario le responde pidiendo que le devuelva el favor. Algo que Gilgamesh, ante los ojos de su Dios, Utu, acepta.
Versión con identidad alterada
En otra versión de esta historia, recogida en un himno por el monarca sumerio Shulgi, el personaje al que Gilgamesh vence no es Agga, sino su padre, Enmebaragesi.
No es factible que las dos guerras ocurriesen realmente al mismo tiempo, ya que una victoria en la primera habría borrado cualquier razón para una segunda. Por lo que es posible que este cambio se deba a que esta hipotética victoria resultaría más impactante y resaltaría más la figura de Gilgamesh, pues Enmebaragesi consiguió la hegemonía de Kish durante su reinado, dándole una mayor aura de importancia.